# Фохт, Иван Фёдорович
 Иван Фёдорович Фохт  (1794, Курляндия и Семигалия — 1 [13] февраля 1842, Курган, Тобольская губерния) — декабрист, штабс-капитан Азовского пехотного полка. В июне 1837 года разрешено определить рядовым на Кавказ, но в ноябре 1837 года оставлен на поселении в Кургане.

## Биография
Иван Фохт родился в 1794 году в семье мелкопоместных дворян Герцогства Курляндия и Семигалия, ныне западная часть Латвии. Лютеранин. Фамилию Фохт носило несколько дворянских родов.
Воспитывался дома вместе с детьми помещика Гора, в доме которого жил учитель Каменский (приглашён из г. Кёнигсберга).
На службу поступил 27 октября (8 ноября)  1814 года в городе Гольдингене Курляндской губернии рядовым в Азовский пехотный полк, который находился в составе русской резервной армии, дислоцировавшейся до конца кампании на территории бывшего Великого Герцогства Варшавского. В июле 1815 года был в походе через Пруссию до границ Саксонии и обратно в Россию. В 1820 году был откомандирован в учебный батальон 2-й армии, потом вернулся в полк.
31 января (12 февраля)  1824 года, когда Азовский пехотный полк дислоцировался под Киевом, в городе Тульчине, Иван Фёдорович Фохт награждён орденом Святой Анны IV степени, а 19 апреля произведен в штабс-капитаны.
В сентябре 1824 года вступил в Южное общество во время нахождения полка на манёврах. Принят подполковником Александром Поджио, который сказал, что цель общества — введение конституционного правления. В случае выступления заговорщиков на него и А. И. Майбороду возлагалась обязанность ареста Главной квартиры 2-й армии, так как их роты стоят ближе всех. В ответ Фохт говорил, что солдаты не пойдут против своих начальников.
Приказ об аресте — 30 декабря 1825 года (11 января 1826 года). Арестован и дважды допрошен в Тульчине. 13 (25) января 1826 года фельдъегерем Поповичем доставлен из Тульчина в Санкт-Петербург на главную гауптвахту. В тот же день переведен в Петропавловскую крепость («присылаемого Фохта посадить, где получше, и, так как он болен, послать ему лекаря и, буде точно болен, отправить в гошпиталь») в № 11 бастиона Трубецкого. 22 марта (3 апреля)  1826 года помещен в Военно-сухопутный госпиталь. 3 (15) августа 1826 года возвращен в крепость.
Осужден по VIII разряду и по конфирмации 10 (22) июля 1826 года приговорен к лишению чинов, дворянства и к ссылке в Сибирь на поселение вечно, 22 августа (3 сентября)  1826 года срок сокращен до 20 лет.
В январе 1828 года отправлен из Петропавловской крепости на поселение в город Берёзов Берёзовского округа Тобольской губернии Западно-Сибирского генерал-губернаторства (приметы: роста 2 арш. 7½ верш., «лицом бел, оклад оного продолговат, нос прямой, волосы светло-русые, глаза серые, на левом глазу большое коричневое круглое пятно»).
Не получая ничего от родственников, жил токарной работой и помогал местному врачу (донесение полковника Маслова — 1829). В архиве III отделения сохранилось ещё одно донесение, в котором говорится, что мать государственного преступника (по второму мужу Реттер), проживавшая в городе Гольдингене Курляндской губернии, «…находится в бедственном положении, снискивает себе скудное пропитание трудом рук своих» и Фохт просит кавалергарда Фитингофа иметь о ней попечение. Бедственное положение и самого декабриста заставило его обратиться к Тобольскому губернатору Д. Н. Бантыш-Каменскому с просьбой «назначить ему средства к пропитанию». С 1827 года Фохту был назначен солдатский паёк и крестьянская одежда, которую получал он из «хлебо-запасного магазина». Страдающий от жестокого климата и от разных лишений, хронической цинги и костоеда, декабрист обращается к графу А. Х. Бенкендорфу с просьбой «перевести его на поселение в лучшее место, например, в Курган, где он надеется получить некоторое облегчение от мучительной своей болезни».
29 ноября (11 декабря)  1829 года переведен в город Курган Курганского округа Тобольской губернии, куда прибыл 10 (22) марта 1830 года, по дороге сделав вынужденную остановку для лечения в Тобольске. Иван Фёдорович был первым декабристом, отбывавшим ссылку в Кургане. Жил на съемных квартирах. Болея часто и здесь, Фохт много внимания уделял чтению медицинской литературы. Оказывал жителям Кургана медицинскую помощь (причём беднякам — безвозмездно), завел аптеку, которая была одним из основных источников его существования. С 1835 года начал получать денежную помощь от декабристов С. Г. Волконского, М. М. Нарышкина, А. Е. Розена, М. А. Назимова и пособие от казны — 200 рублей. В 1835 году по разрешению генерал-губернатора Западной Сибири Н. С. Сулимы на два месяца выезжал в Арлагульскую волость Курганского округа (ныне Лебяжьевский муниципальный округ Курганской области) для лечения целебными грязями.
В июне 1837 года разрешено определить рядовым на Кавказ, но по просьбе И. Ф. Фохта, вызванной хроническим туберкулёзом, и по Высочайшему повелению в ноябре того же года оставлен на поселении в Кургане. И. Ф. Фохту разрешено приезжать в Тобольск на лечение.
22 августа (3 сентября)  1837 года вместе с Нарышкиными, отправляющимися на Кавказ, Фохт уехал в Тобольск, где провёл с перерывами четыре последующих года. Там у Фохта проявился в закрытой форме туберкулёз, как тогда говорили чахотка, а костоед сделал недвижимой левую ногу.
В мае 1839 года он попал под следствие о якобы причастности к поджогу гостиного двора. Декабрист М. А. Фонвизин писал И. И. Пущину 22 декабря 1839 года (3 января 1840 года): «Фохт поссорился с губернатором (П. Д. Горчаковым) за преглупую историю. После пожара гостиного двора купцы вздумали подозревать Фохта в зажигательстве, потому что он со своей оригинальной фигурой и в своём странном меховом сертуке (так в подлиннике) в сумерки ходил за чем-то в гостиный двор. По доносу следственная комиссия потребовала арестования Фохта, и его посадили в полицию. Я бросился к губернатору, и его освободили, но Фохт рассердился на губернатора за это — и они более не видятся. Причина пожара по сие время не открыта — подозревают сторожей из Купеческих приказчиков, но верных улик нет. Поляков подозревали, но без всякого основания».
Несмотря на заступничество Фонвизина, Фохт был всё же приговорён Губернским судом к семидневному тюремному заключению за «невежливые ответы следователям» во время первого допроса и за то, что у него нашли «горючее вещество». Амнистирован по этому делу И. Ф. Фохт был только 16 (28) апреля 1841 года. Вышедший манифест по случаю свадьбы наследника престола объявлял амнистию лицам, находящимся под следствием за уголовные преступления (кроме особо тяжких. — ПСЗ, собр. 2-е, т. XVI, № 14460). В манифесте специально оговаривалось, что все приговоры, вынесенные за политические преступления, остаются в силе.
Летом 1841 года И. Ф. Фохт лечился в омском госпитале. Но туберкулёз, перешедший в открытую форму, не даёт шансов на выздоровление.
В марте 1841 года И. Ф. Фохт получил денежную помощь в размере 500 рублей от бывшего члена Южного общества Л. П. Витгенштейна, избежавшего наказания. На эти деньги Фохт купил дом в Кургане. «Домик я купил не совсем, — сообщал Фохт 8 (20) декабря 1841 года декабристу М. А. Фонвизину, — но отдал 500 рублей одному здешнему мещанину с тем, чтобы за проценты от этих денег в нём жить. По чрезвычайной дороговизне квартир я вынужден так поступить».
Иван Фохт умер 1 (13) февраля 1842 года в городе Кургане Курганского округа Тобольской губернии Западно-Сибирского генерал-губернаторства, ныне город — административный центр Курганской области. Завещал своё имущество и дом находившейся у него в услужении солдатской жене Рыбиной «в награду долговременных у него, при частной жизни услуг, за которые он по небогатому состоянию не мог выплатить следующего ей жалованья». Похоронен 4 (16) февраля 1842 года на приходском кладбище Троицкой церкви. Место его захоронения утеряно, на месте кладбища ныне находится Городской сад имени В.И. Ленина города Кургана Курганской области.

## Воинские звания
- Рядовой — 27 октября (8 ноября)  1814 года
- Подпрапорщик — 27 января (8 февраля)  1815 года
- Портупей-прапорщик — 1 (13) мая 1815 года
- Прапорщик — 18 (30) июня 1817 года
- Подпоручик — 29 апреля (11 мая)  1819 года
- Поручик — 15 (27) апреля 1820 года
- Штабс-капитан — 19 апреля (1 мая)  1824 года
- разрешено определить рядовым на Кавказ — июнь 1837 года

## Награды
- Императорский орден Святой Анны IV степени — 31 января (12 февраля)  1824 года

## Память
30 апреля 1988 года по инициативе Бориса Карсонова надгробные плиты декабристам И. Ф. Фохту и И. С. Повало-Швейковскому были установлены в городском саду на месте их предполагаемого захоронения. В 1994 году надгробные плиты были украдены. По инициативе общественного движения «Духовно-историческое и культурное возрождение Зауралья» вновь изготовлены в 2006 году. Благодаря программе «Любимый город» и усилиям энтузиастов в конце мая 2011 года они были возвращены на место погребения декабристов. Территория Горсада, примыкающая к восточному фасаду собора Александра Невского, названа Сквером декабристов.